# Hồng hoàng mũ cát
Hồng hoàng mũ cát, tên khoa học Rhinoplax vigil, là một loài chim thuộc chi đơn loài Rhinoplax trong họ Bucerotidae.
Loài chim này được tìm thấy trên bán đảo Mã Lai, Sumatra, Borneo, Thái Lan và Myanmar. Mỏ sừng (cấu trúc giống như mũ bảo hiểm trên đầu) chiếm khoảng 11% trọng lượng 3 kg của nó. Không giống như bất kỳ loài chim mỏ sừng nào khác, mỏ sừng loài này gần như rắn chắc và được sử dụng trong chiến đấu trực diện giữa những con chim trống. Người ta tin rằng Punan Bah là một con chim mỏ sừng lớn đội mũ bảo vệ dòng sông giữa sự sống và cái chết.
Đây là loài chim được đánh giá là cực kỳ nguy cấp trong sách đỏ của IUCN do tình trạng săn bắn trái phép để bán mỏ sừng của chúng.

## Hình ảnh

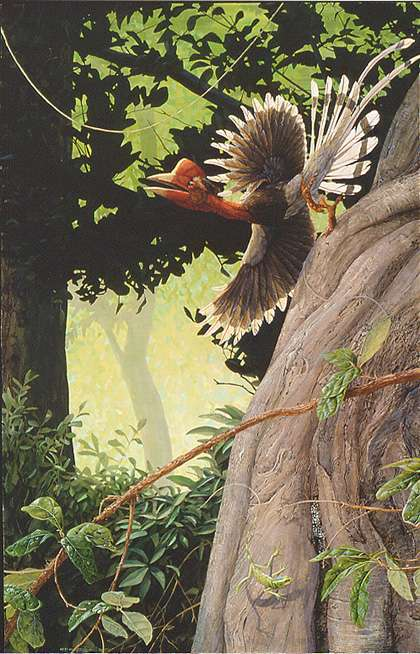
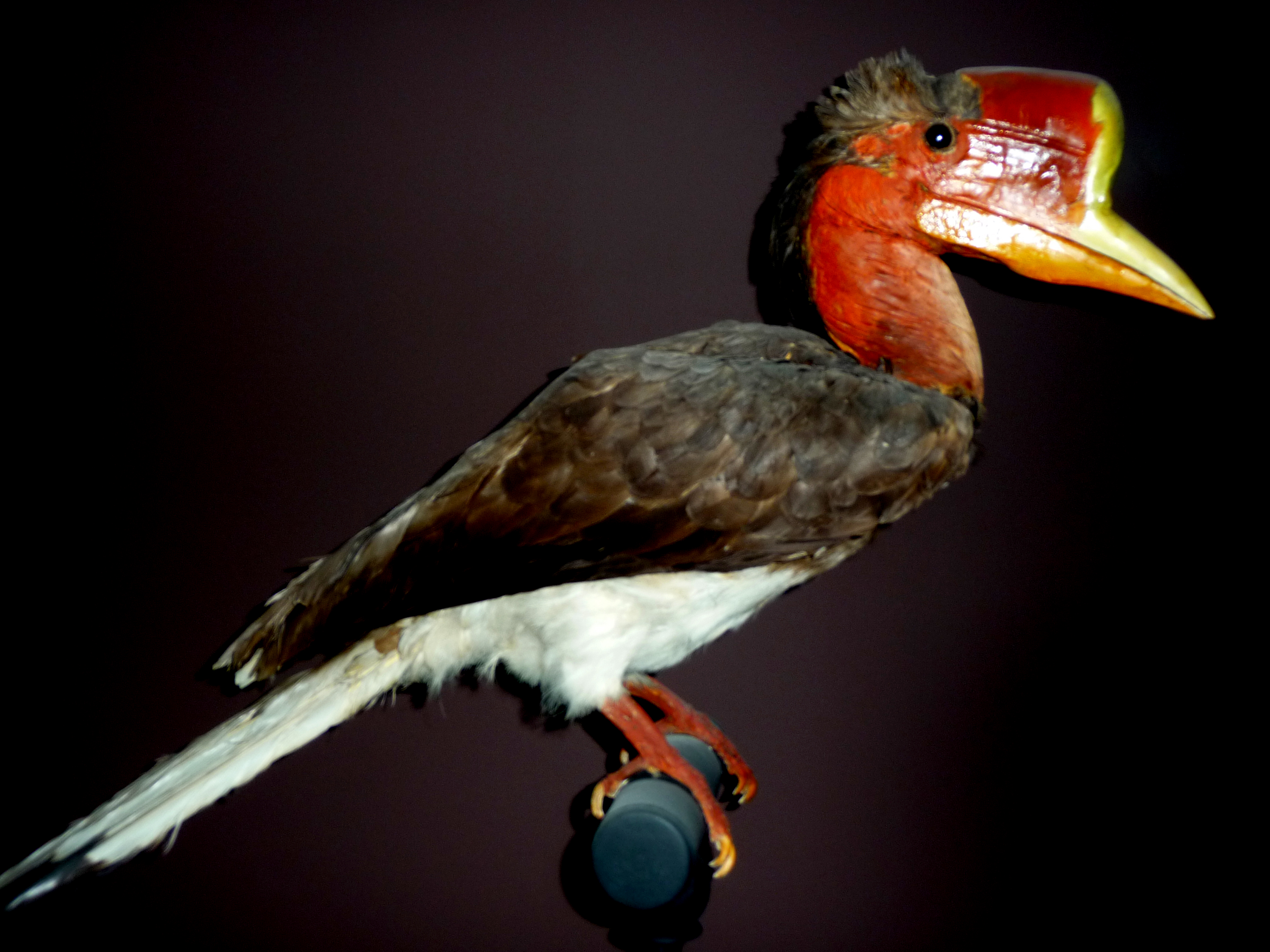
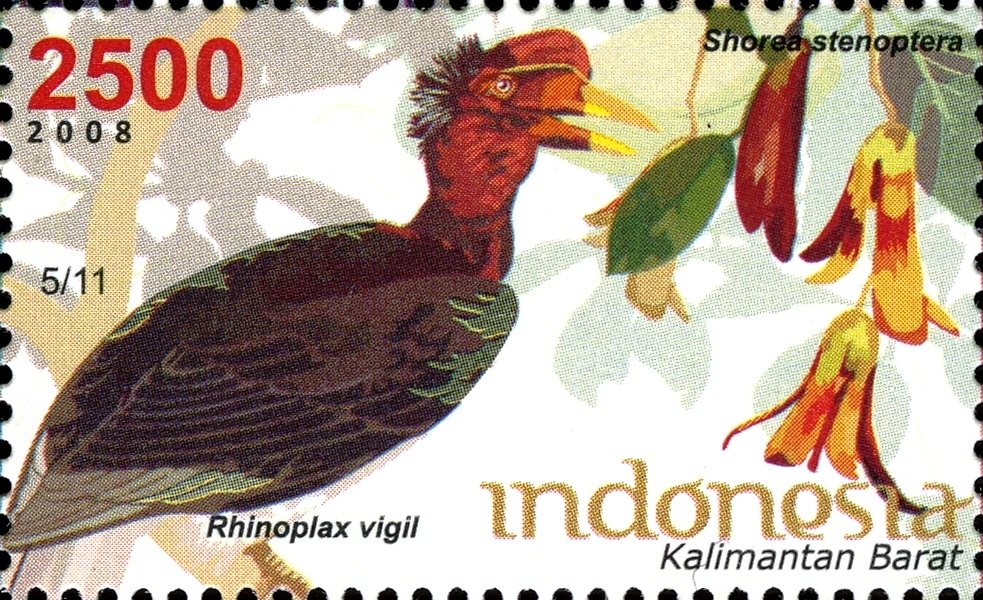
Tem Indonesia với hình Hồng hoàng